# Helicops apiaka
Helicops apiaka é uma espécie de réptil, que foi descrita pela primeira vez por Kawashita-ribeiro, Ávila e Morais, em 2013. Helicops apiaka pertence ao gênero Helicops, e à família de Dipsadidae. É encontrada na América do Sul, mais especificamente, no estado do Mato Grosso, no Brasil.